# Nidalia dissidens
Nidalia dissidens is een zachte koraalsoort uit de familie Nidaliidae. De koraalsoort komt uit het geslacht Nidalia. Nidalia dissidens werd in 1988 voor het eerst wetenschappelijk beschreven door Verseveldt & Bayer. 